# Noemí Morelli
Noemí Dora Morelli (12 de febrero de 1949) es una actriz argentina de cine, teatro y televisión, reconocida por sus actuaciones en las telenovelas Sheik (1995) y EnAmorArte (2001), y por su aparición como actriz principal en gran cantidad de obras teatrales en su país.

## Carrera
En sus primeros años de carrera, Morelli estuvo activa principalmente en el teatro, debutando oficialmente en las tablas en la obra La lección de anatomía de Carlos Mathus. Ese mismo año integró el elenco de El Plauto de Carlos Frías, dirigida por Roberto Villanueva y un año después participó en la obra Todos somos Stars de Ernesto Larrese. En 1981 hizo su debut en la televisión argentina apareciendo en la serie de comedia Teatro de humor junto a un reparto compuesto de Darío Vittori, Ricardo Dupont y Eloísa Cañizares, entre otros. Ese mismo año apareció en un episodio de la serie Los especiales de ATC titulado "Nuestros hijos". En 1982 realizó un pequeño papel en la película de Adolfo Aristarain Últimos días de la víctima, con un reparto integrado por Federico Luppi, Soledad Silveyra, Ulises Dumont y Elena Tasisto.
En 1985 interpretó a Yolanda en la telenovela María de nadie, su primera experiencia en televisión como miembro regular de un reparto en una serie de larga duración. Ese mismo año interpretó a Rosa en la película Tacos altos de Sergio Renán y en 1986 actuó en las películas Sobredosis, Perros de la noche y Chechechela, una chica de barrio. Dejó de lado el cine y la televisión momentáneamente para integrar el Elenco Estable del Teatro San Martín, en obras como Don Gil de las Calzas Verdes, Babilonia, Todos eran mis hijos y Fuenteovejuna (en el rol protagónico de Laurencia), para luego salir de gira por América en soporte de la obra teatral La señorita de Tacna junto a Norma Aleandro, Patricia Echegoyen, Oscar Ferrigno, Tony Lestinghi, Jorge Petraglia, etc. La obra fue presentada en países como Colombia, Costa Rica, Puerto Rico, Estados Unidos y México.Y luego en la temporada marplatense, donde fue nominada para el Premio Estrella de Mar. En 1988 retornó a la televisión para conformar el elenco de la serie La fiesta, donde compartió reparto con actores como Rubén Ballester, María Fiorentino y Gustavo Garzón. Socorro, quinto año fue su siguiente experiencia en televisión. En 1989 retornó al cine interpretando a Ana en la película Ojos azules, una producción compartida entre Alemania y Argentina dirigida por Reinhard Hauff.
En la primera mitad de la década de 1990 centró su carrera en la televisión, dejando de lado el cine y el teatro momentáneamente. Apareció en producciones como Cosecharás tu siembra (1991), Más allá del horizonte (1994) y Sheik (1995). Finalizando la década actuó en las obras de teatro Las visiones de Simone Machard (Robert Sturua, 1997), y Luces de bohemia (Villanueva Cosse, 1999). entre otras.
A comienzos de la década de 2000, Morelli permaneció activa en el teatro, participando en obras como El Inglés de los Güesos, Edilicia y El libro de Ruth. En 2005 fue nominada al premio Trinidad Guevara como mejor actriz de reparto por su participación en la obra Fuego de noche de Rogelio Borra. Dos años más tarde recibió otra nominación, esta vez para los premios Ace como mejor actriz de reparto en una comedia por su participación en La jaula de las locas de Ricky Pashkus y Carlos Olivieri. En dicha década interpretó a Mariel en la película Testigos ocultos de Néstor Sánchez Sotelo y se encargó de aportar la voz de Chacha en la película animada Patoruzito. En televisión integró el elenco de las series EnAmorArte (2001), Máximo corazón (2002) y Se dice amor (2005). En la década de 2010 actuó en algunas producciones de televisión como Tiempo de pensar (2011), Historias de corazón (2013) y Mis amigos de siempre (2014).

## Filmografía
- 2017 - El fútbol o yo
- 2006 - Patoruzito: La gran aventura
- 2004 - Patoruzito
- 2003 - Fugaz
- 2001 - Testigos ocultos
- 1989 - Ojos azules
- 1986 - Chechechela, una chica de barrio
- 1986 - Perros de la noche
- 1986 - Sobredosis
- 1985 - Tacos altos
- 1982 - Últimos días de la víctima

## Televisión
- 2021 - Terapia Alternativa (serie)...Mónica
- 2016 - Todos comen
- 2015 - Pan y vino
- 2014 - Mis amigos de siempre
- 2013 - Historias de corazón
- 2011 - Tiempo de pensar
- 2005-6 - Se dice amor
- 2002 - Máximo corazón
- 2001 - Enamorarte
- 1995 - Sheik
- 1994 - Más allá del horizonte
- 1991 - Cosecharás tu siembra
- 1989 - Hola crisis
- 1989 - Socorro, quinto año (serie)
- 1988 - La fiesta
- 1985 - María de nadie
- 1982 - El mundo del espectáculo
- 1981 - Los especiales de ATC
- 1981 - Teatro de humor